# 246821 Satyarthi
246821 Satyarthi este o planetă minoră (asteroid) din centura de asteroizi. A fost descoperită pe 27 august 2009 la Borbona de Vincenzo Silvano Casulli⁠(d). 
Obiectul prezintă o orbită caracterizată de o semiaxă mare de 3,0873680665698 UAi, o excentricitate de 0,14, o înclinație de 5,2 ° în raport cu ecliptica.